# Boșorod
Boșorod es una comuna ubicada en el distrito de Hunedoara, Rumania.

## Superficie
Cuenta con una superficie de 126,8 kilómetros cuadrados.

## Demografía
Hasta 2021 la población era de 1781 habitantes, con una densidad de población de 14,05 habitantes por kilómetro cuadrado.